# Cyclisme aux Jeux olympiques d'été de 1964
Navigation
Rome 1960 Mexico 1968
Aux Jeux olympiques d'été de 1964, il existe deux disciplines de cyclisme : le cyclisme sur piste, le cyclisme sur route.

## Podiums

### Hommes
| Podiums                             |                                                                                      |                                                                           |                                                                     |
| Route                               |                                                                                      |                                                                           |                                                                     |
| Course en ligne                     | Mario Zanin                                                                          | Kjeld Rodian                                                              | Walter Godefroot                                                    |
| 100 km contre-la-montre par équipes | Pays-Bas Bart Zoet Evert Dolman Gerben Karstens Jan Pieterse                         | Italie Ferruccio Manza Severino Andreoli Luciano Dalla Bona Pietro Guerra | Suède Sture Pettersson Sven Hamrin Erik Pettersson Gösta Pettersson |
| Piste                               |                                                                                      |                                                                           |                                                                     |
| Kilomètre                           | Patrick Sercu                                                                        | Giovanni Pettenella                                                       | Pierre Trentin                                                      |
| Vitesse individuelle                | Giovanni Pettenella                                                                  | Sergio Bianchetto                                                         | Daniel Morelon                                                      |
| Tandem                              | Italie Sergio Bianchetto Angelo Damiano                                              | Union soviétique Imants Bodnieks Viktor Logounov                          | Équipe unifiée d'Allemagne Willi Fuggerer Klaus Kobusch             |
| Poursuite individuelle              | Jiří Daler                                                                           | Giorgio Ursi                                                              | Preben Isaksson                                                     |
| Poursuite par équipes               | Équipe unifiée d'Allemagne Ernst Streng Lothar Claesges Karlheinz Henrichs Karl Link | Italie Franco Testa Cencio Mantovani Carlo Rancati Luigi Roncaglia        | Pays-Bas Cor Schuuring Henk Cornelisse Gerard Koel Jaap Oudkerk     |

## Tableau des médailles
| Rang | Nation                     | Or | Argent | Bronze | Total |
| ---- | -------------------------- | -- | ------ | ------ | ----- |
| 1    | Italie                     | 3  | 5      | 0      | 8     |
| 2    | Belgique                   | 1  | 0      | 1      | 2     |
| 2    | Pays-Bas                   | 1  | 0      | 1      | 2     |
| 2    | Équipe unifiée d'Allemagne | 1  | 0      | 1      | 2     |
| 5    | Tchécoslovaquie            | 1  | 0      | 0      | 1     |
| 6    | Danemark                   | 0  | 1      | 1      | 2     |
| 7    | Union soviétique           | 0  | 1      | 0      | 1     |
| 8    | France                     | 0  | 0      | 2      | 2     |
| 9    | Suède                      | 0  | 0      | 1      | 1     |